# Доценко Ігор Миколайович
Ігор Миколайович Доценко (нар. 29 липня 1974, Київ, УРСР) — американський та український футболіст та тренер, виступав на позиції нападника.

## Кар'єра гравця
Народився в Києві, вихованець столичного «Динамо». У сезоні 1992/93 році виступав в аматорському чемпіонаті України за бородянський «Гарт», у футболці якого відзначився 3-а голами. Наступного сезону виступав за футзальний клуб «Адамас» (Київ).
Потім виїхав до США. З 1994 по 1997 рік виступав за команду «Вейк Форест Дімон». У 1998 році перейшов до клубу «Річмонд Кікерз» з United Soccer League. Наприкінці 1998 року уклав договір з «Філадельфією KiXX» з National Professional Soccer League (вищий дивізіон чемпіонату США з шоуболу). Відіграв два зимові сезони за «KiXX». У 1999 році перебрався до новачка USL A-League «Лейг Веллі Стім». Проте по завершенні сезону «Стім» припинив своє існування, а Доценко перейшов до «Релей Кепітал Експрес». У серпні 2000 року, пов'язаний з «Експресом» «Канзас Сіті Візардс» викликав Ігора на 2 поєдинки у Major Soccer League. У жовтні «Візардс» відправили Доценка в оренду до «Г'юстон Готшутс» з World Indoor Soccer League. Наприкінці 2000 року підписав контракт з «Атланта Сілвербекс», яка вже в січні 2001 року відправила його в оренду до німецького клубу «Юрдінген 05». По завершенні оренди відіграв один сезон за «Гаррісбурк Гіт» з Major Indoor Soccer League. У 2002 році повернувся до «Річмонд Кікерз», у складі якого наступного року завершив футбольну кар'єру. 3 квітня 2006 року відновив кар'єру в «Кікерз», проте в 2007 році вдруге вирішив «повісити бутси на цвях».

## Кар'єра тренера
У 2002 році Ігор став помічником головного тренера у Північному регіоні юнацької академії «Річмонд Кікерз». У 2004 році зайняв посаду технічного директора у Північному регіоні юнацької академії «Річмонд Кікерз». 3 квітня 2006 року клуб оголосив, що ігор буде виконувавати в команді роль граючого помічника головного тренера. 16 лютого 2017 року призначений головним тренером «Річмонд Кікерз Ф'ючр» з четвертого дивізіону Premier Development League (другий дивізіон USL), проте по завершенні сезону залишив команду.